# Berberis orthobotrys
Berberis orthobotrys là một loài thực vật có hoa trong họ Hoàng mộc. Loài này được Bien. ex Aitch. mô tả khoa học đầu tiên năm 1882.